# L'Apprenti sorcier (poème)
Pour les articles homonymes, voir L'Apprenti sorcier.
Confusion avec L'Apprenti sorcier (Dukas) et L'Apprenti sorcier (court métrage) de Disney.
L'Apprenti sorcier (en allemand : Der Zauberlehrling) est un poème populaire de Goethe de 1797. Le texte a connu de nombreuses adaptations sur divers supports. Le poème doit une part de sa popularité à son adaptation sous la forme d'un court métrage utilisant le poème symphonique homonyme de Paul Dukas, lui-même fondé sur ce texte, dans le dessin animé musical Fantasia de Walt Disney.

## Résumé
Un jeune apprenti sorcier fainéant tente d'animer un balai pour faire son travail pour lui : remplir une bassine d'eau en prenant des seaux et en les vidant, tout un trajet à parcourir, que le maître, parti faire une course, lui a assignée. Le balai accomplit la tâche, mais ne s'arrête pas une fois la bassine remplie. L'eau déborde et inonde la demeure du maître, qui devient une piscine géante. Le jeune apprenti, qui a oublié la formule magique pour arrêter le balai, décide de fendre ce dernier en deux à l'aide d'une hache. Rapidement, les deux morceaux s'animent et se remettent à la tâche. Le maître arrive enfin ; réparant les dégâts provoqués par l'apprenti, il est hors de lui, tout en restant calme.

## Sources d'inspiration
Ce scénario est en bonne partie inspiré d'un passage de Les Amis du mensonge ou l'incrédule de Lucien de Samosate, écrivain grec de l'Antiquité (paragraphes 33 à 36). (texte original disponible sur HODOI ELEKTRONIKAI.

## Postérité
Le poème traite du progrès : dans quelles mesures les humains peuvent-ils être "débordés" par leurs propres créations ?
Karl Marx et Friedrich Engels y font une allusion implicite mais évidente dans les premières pages du Manifeste du parti communiste (1848), écrivant : « Les rapports bourgeois de production et d'échange, les rapports bourgeois de propriété, la société bourgeoise moderne qui a fait naître comme par enchantement des moyens de production et d'échange aussi puissants ressemble au sorcier qui ne peut plus maîtriser les puissances infernales qu'il a évoquées. »
De nombreuses adaptations ont été réalisées. Le poème ayant été traduit dans de nombreuses langues, il a connu un franc succès populaire. L'illustrateur pour la jeunesse Tomi Ungerer en a illustré une adaptation en 1971.
En musique, le compositeur Paul Dukas a adapté le poème sous la forme d'une œuvre musicale homonyme pour orchestre en 1897.
Au cinéma, le poème fournit le thème d'une des séquences du dessin animé Fantasia de Walt Disney en 1940. La séquence utilise la musique homonyme de Dukas et le rôle de l'apprenti sorcier est dévolu à Mickey Mouse, l'un des personnages emblématiques du studio.
En français, le poème est à l'origine de l'expression "jouer à l'apprenti sorcier" (entreprendre quelque chose à haut risque dans un domaine qu'on ne maîtrise pas).